# Eugène-Gabriel-Gervais-Laurent Tisserant
Eugène-Gabriel-Gervais-Laurent Tisserant, francoski rimskokatoliški duhovnik, škof, kardinal, častnik, znanstvenik, poliglot in akademik, * 24. marec 1884, Nancy, † 21. februar 1972.

## Življenjepis
4. avgusta 1907 je prejel duhovniško posvečenje. Med prvo svetovno vojno je bil obveščevalni častnik v Francoski kopenski vojski.
15. junija 1936 je bil povzdignjen v kardinala in imenovan za kardinal-diakona Ss. Vito, Modesto e Crescenzia. 19. junija isto leto je bil imenovan za tajnika Kongregacije za vzhodne Cerkve. 25. junija 1937 je bil imenovan za naslovnega nadškofa Iconiuma in 25. julija istega leta je prejel škofovsko posvečenje.
13. decembra 1937 je bil imenovan za kardinal-duhovnika Ss. Vito, Modesto e Crescenzia in 11. decembra 1939 za S. Maria sopra Minerva.
18. februarja 1946 je bil imenovan za kardinal-škofa Porta e Santa Rufine in 13. januarja 1951 za Ostio. Istega dne je bil potrjen za dekana Kolegija kardinalov.
10. marca 1951 je bil imenovan za prefekta Kongregacije za ceremonije, 14. septembra 1957 za knjižničarja Vatikanske knjižnice ter arhivista Vatikanskih tajnih arhivov
Leta 1961 je postal član Académie française.
17. novembra 1966 je bil imenovan za kardinal-škofa Porta e Santa Rufine. Leta 1967 se je upokojil s položaja prefekta ceremonij, 27. marca 1971 pa iz položaja arhivista in knjižničarja.